# Velika Popina
Velika Popina – wieś w Chorwacji, w żupanii zadarskiej, w gminie Gračac. W 2011 roku liczyła 71 mieszkańców.